# Meziříčko (Letovice)
Meziříčko je vesnice, část města Letovice v okrese Blansko. Nachází se asi 2,5 km na severozápad od Letovic. Je zde evidováno 90 adres. Trvale zde žije 202 obyvatel.
Meziříčko leží v katastrálním území Meziříčko u Letovic o rozloze 3,63 km2.
Kamenný kříž při silnici od Letovic mezi vzrostlými lipami s nápisem" Nákladem občanů z Mezeříčka L. P. 1903".